# Tubuli seminiferi retti
I tubuli seminiferi retti, o semplicemente tubuli retti, sono una struttura nel testicolo che collega la regione contorta del tubulo seminifero alla rete del testicolo.